# Sistema Nacional de Televisión (Nicaragua)
El Sistema Nacional de Televisión es una empresa de radiodifusión pública. Es propiedad del Estado nicaragüense.

## Historia
Con el triunfo de Violeta Chamorro en las elecciones de 1990, Canal 6 Nicaragüense (entonces parte del Sistema Sandinista de Televisión) se convirtió en el nuevo Sistema Nacional de Televisión. En 1997 fue legalmente declarado en bancarrota bajo el gobierno de Arnoldo Alemán. Posteriormente un consorcio adquirió los 3 canales adicionales de TV, entre ellas el Canal 4 (Multinoticias), Canal 8 (TeleNica), y Canal 13 (Viva Nicaragua). En el 2018, lanzan el canal 6 a través de la señal hermana de canal 15 como un medio hermano transmitiendo programas culturales, noticias y educativos. A pesar de su ideología, y línea editorial, tiene una alianza con WarnerMedia, NBCUniversal, 20th Century Studios, Hasbro, etc.

## Televisión
El Sistema Nacional de Televisión agrupa a los siguientes 6 medios: 1 canal principal, 4 temáticos y 1 sub-general.
| Logo | Nombre del canal                                            | Programación | Fundación               | Canales VHF                        |
| ---- | ----------------------------------------------------------- | --- | ----------------------- | ---------------------------------- |
|      | Canal 6 Nicaragüense por Gracia de Dios                     | Canal principal generalista, con programación cultural, informativa y de entretenimiento. Fundado por Salvadora Debayle de Somoza y Lilliam Somoza de Sevilla, nacionalizado en 1979 por la Junta de Gobierno de Reconstrucción Nacional, | 17 de enero de 1957     | Canal 6 (Análogo) Canal 20.1 (TDT) |
|      | Canal 4 La mejor televisión                                 | Canal temático de noticias las 24 horas, también noticias institucionales. En 2017, David Pereira, de ideales sandinistas, compró el canal por una suma de dinero aun no publicada.                                                       | 12 de octubre de 1992   | Canal 4 (Análogo)                  |
|      | TN8 Toda Nicaragua TN8                                      | Canal temático, ofrece programación infanitl y juvenil. cuenta con transmisión de noticias, deportes, especiales, series y musicales | 15 de julio de 1956     | Canal 8 (Análogo)                  |
|      | Viva Nicaragua Información y Entretenimiento                | Canal generalista, su programación se basa en cine, noticias y deportes | 13 de junio de 2011     | Canal 13 (Análogo)                 |
|      | Canal 15 Cultural Educativo Nicaragüense por Gracia de Dios | Canal temático educativo y cultural, ocupado anteriormente por 100% Noticias, | 21 de diciembre de 2018 | Canal 15 (Análogo)                 |
|      | La Rock 22                                                  | Canal generalista con programación de Música. Fue designado por ser propiedad o estar bajo el control de Juan Ortega, | 2020                    | Canal 22 (Análogo)                 |
|      | TeleStereo Me gusta                                         | Canal generalista con programación de Música. Fue designado por ser propiedad o estar bajo el control de Juan Ortega, | 31 de mayo de 2022      | Canal 16 (Análogo)                 |
|      | Nicarao TV                                                  | Canal entetrenimiento y noticias, ocupado anteriormente por Canal Católico de Nicaragua, | 31 de mayo de 2022      | Canal 51 (Análogo)                 |
|      | Campeones TV                                                | Canal entetrenimiento y deportes, ocupado anteriormente por ExtraPlus TV, | 27 de noviembre de 2024 | Canal 37 (Análogo)                 |